# Teatro Regio (Parma)
Il Teatro Regio di Parma (già "Nuovo Ducale Teatro") è il teatro d'opera della città di Parma e considerato uno tra i più importanti teatri di tradizione in Italia.
Fondato da Maria Luigia d'Austria che chiamò per la direzione di una delle prime orchestre moderne europee Niccolò Paganini, anche internazionalmente, con il Teatro alla Scala di Milano, il Teatro San Carlo di Napoli e la Fenice di Venezia, è ritenuto dagli appassionati d'opera una delle case per eccellenza della grande tradizione operistica italiana.

## Storia

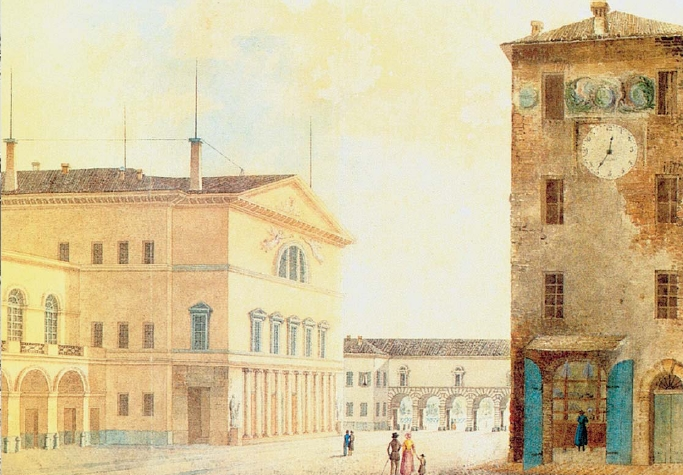
Il Nuovo Teatro Ducale nel 1829

La duchessa Maria Luisa (del Ducato di Parma, Piacenza e Guastalla), prendendo atto che il vecchio Teatro Ducale fondato nel 1689 era inadeguato alle esigenze della città, sollecitò la costruzione di un nuovo edificio più moderno. Sul terreno già appartenuto al monastero di Sant'Alessandro e su progetto dell'architetto di corte Nicola Bettoli, si cominciarono perciò nel 1821 i lavori per la costruzione del Nuovo Ducale Teatro, da 1.800 posti, che alla fine costeranno alle casse ducali 1.190.664 lire e si concluderanno dopo otto anni, nel 1829. 
Fu inaugurato con scarso successo il 16 maggio 1829, in presenza della Duchessa, con l'opera Zaira, appositamente composta da Vincenzo Bellini.
Nel 1853 vennero attuate da Carlo III di Parma delle opere di rifacimento, affidate a Girolamo Magnani. Nello stesso periodo, con la presentazione del rinnovamento del teatro, venne inaugurato il lampadario che è tuttora in uso ed insieme ad esso anche il sistema di illuminazione a gas che sostituì il sistema con candele e lampade ad olio (l'elettricità arrivò solo nel 1890). Nell'Ottocento la sala grande del teatro presentava delle sostanziali differenze rispetto alla struttura attuale: il palcoscenico si spingeva per qualche metro all'interno della sala nel luogo che è indicato come 'proscenio' che oggi è riservato all'orchestra, che a quel tempo occupava la zona designata per le prime file della platea. Nel 1847, con la morte di Maria Luigia e con il passaggio sotto il ducato dei Borbone, il teatro cambia nome, nel 1849 Teatro Reale e poi dal 1860 Teatro Regio.
Fin dal Seicento i teatri erano stati per le città italiane motivo di onore e prestigio, oltre che strumenti culturali per il bene della società, ma dalla seconda metà dell'Ottocento vennero considerati un lusso non accettabile economicamente dalla comunità, perciò nel 1868 il Teatro Regio, fino ad allora proprietà dello Stato Nazionale (dal 1860), fu ceduto al Comune di Parma. Insieme ad esso vennero temporaneamente chiusi altri teatri molto importanti tra i quali la Scala di Milano (nelle stagioni dal 1892 al 1894), infatti era molto difficoltoso per i comuni il sostenimento di spese che neppure lo Stato era stato in grado di mantenere. Ma i cittadini parmigiani riuscirono grazie ad un referendum a far riaprire il Teatro Regio per la stagione del 1894-1895.

## Architettura

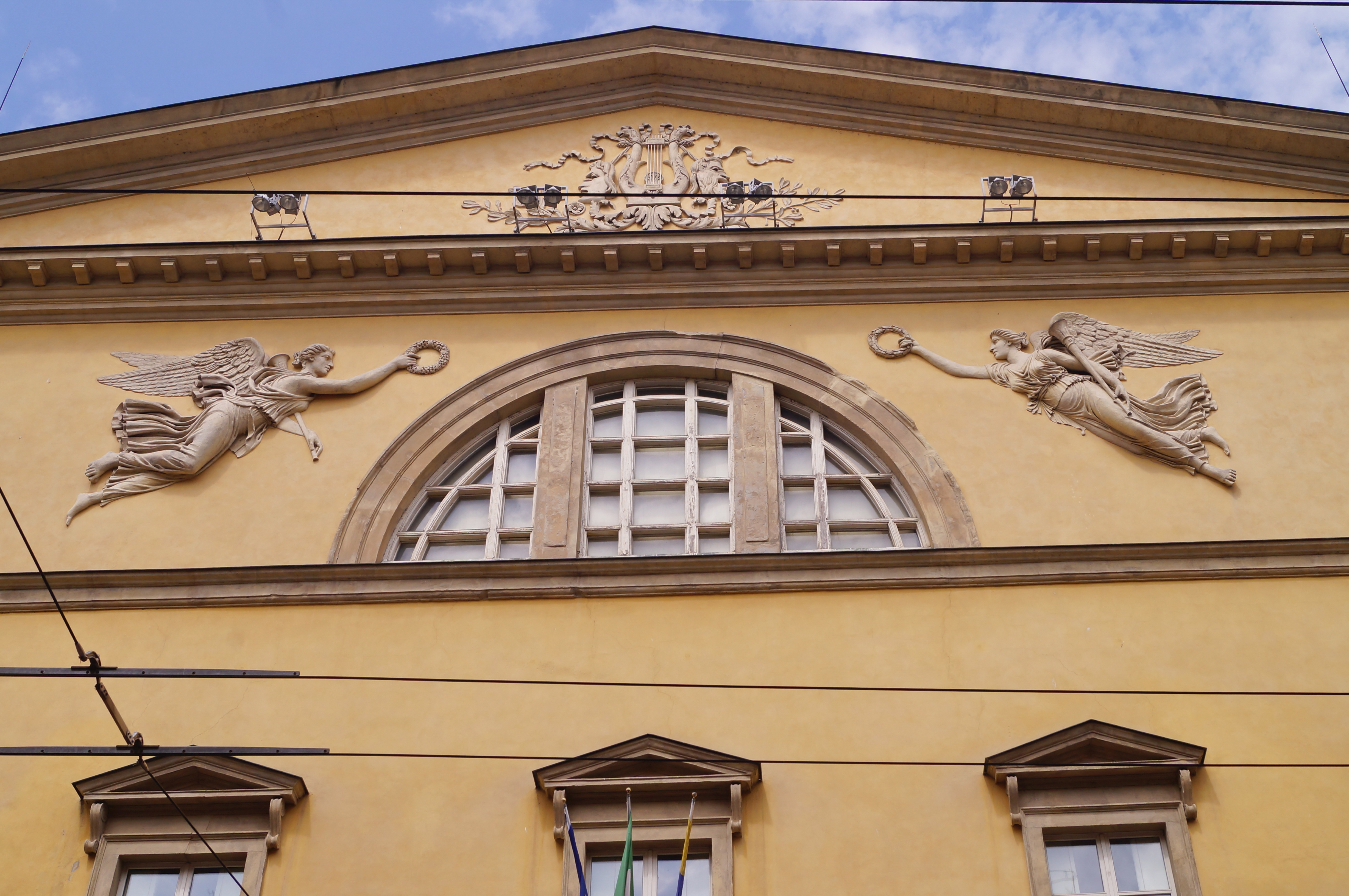
Il frontone e le due Fame sulla sommità della facciata

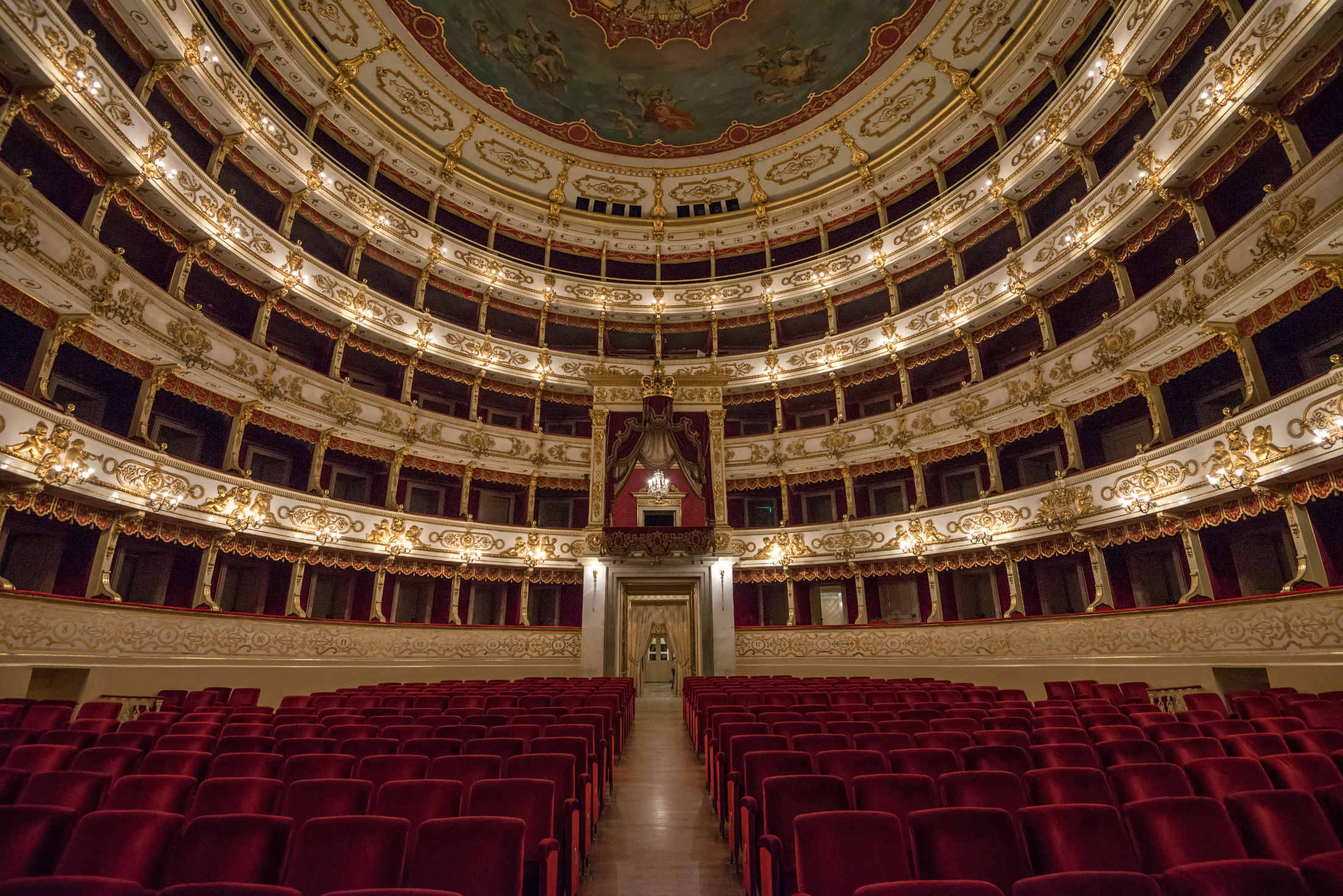
La platea e i palchi visti dal palcoscenico

La facciata del teatro è neoclassica ed è divisa orizzontalmente in quattro parti: partendo dal basso la prima è formata da un portico architravato sorretto da dieci colonne ioniche; la seconda presenta cinque finestre con timpani triangolari mentre al centro della terza parte è situato un finestrone "termale" affiancato da due Fame a bassorilievo, opera di Tommaso Bandini. La quarta ed ultima parte è occupata da un timpano con al centro una lira e due antiche maschere.
Il foyer, di forma quadrata, è scandito da due file di quattro colonne ioniche che sostengono un soffitto a lacunari. Da una scalinata posta a sinistra della sala si accede al ridotto del teatro, unico ambiente, insieme alle sue sale adiacenti, che conserva la decorazione neoclassica del 1829: sulla volta affreschi di Giovan Battista Azzi (Maria Luigia in veste di Armonia e le Baccanti) ed Alessandro Cocchi, e sul cornicione fregi a monocromo di Stanislao Campana (Apollo contornato dalle Muse e Teseo in atto di rapire una vergine, ed una festa a Delo).. L'accesso era garantito ai sovrani direttamente dalle stanze del Palazzo Ducale. Il Ridotto è attualmente sede di piccoli concerti e incontri, soliste e decorato con 
La platea, di forma ellittica, fu sottoposta a un completo rifacimento degli ornati nel 1853, su richiesta del duca Carlo III di Borbone, per adeguarla a quella delle più moderne sale europee. Gli ornati furono progettati da Girolamo Magnani in bianco e oro, le parti architettoniche da Pierluigi Montecchini. Alla platea si accede centralmente dal foyer (o lateralmente dai corridoi sotto la prima fila di palchi). Vi si affacciano centododici palchi disposti su quattro ordini con al centro il palco dei duchi. La capienza dei palchi centrali è di sei person, mentre di sole quattro persone per quanto riguarda i palchi laterali.

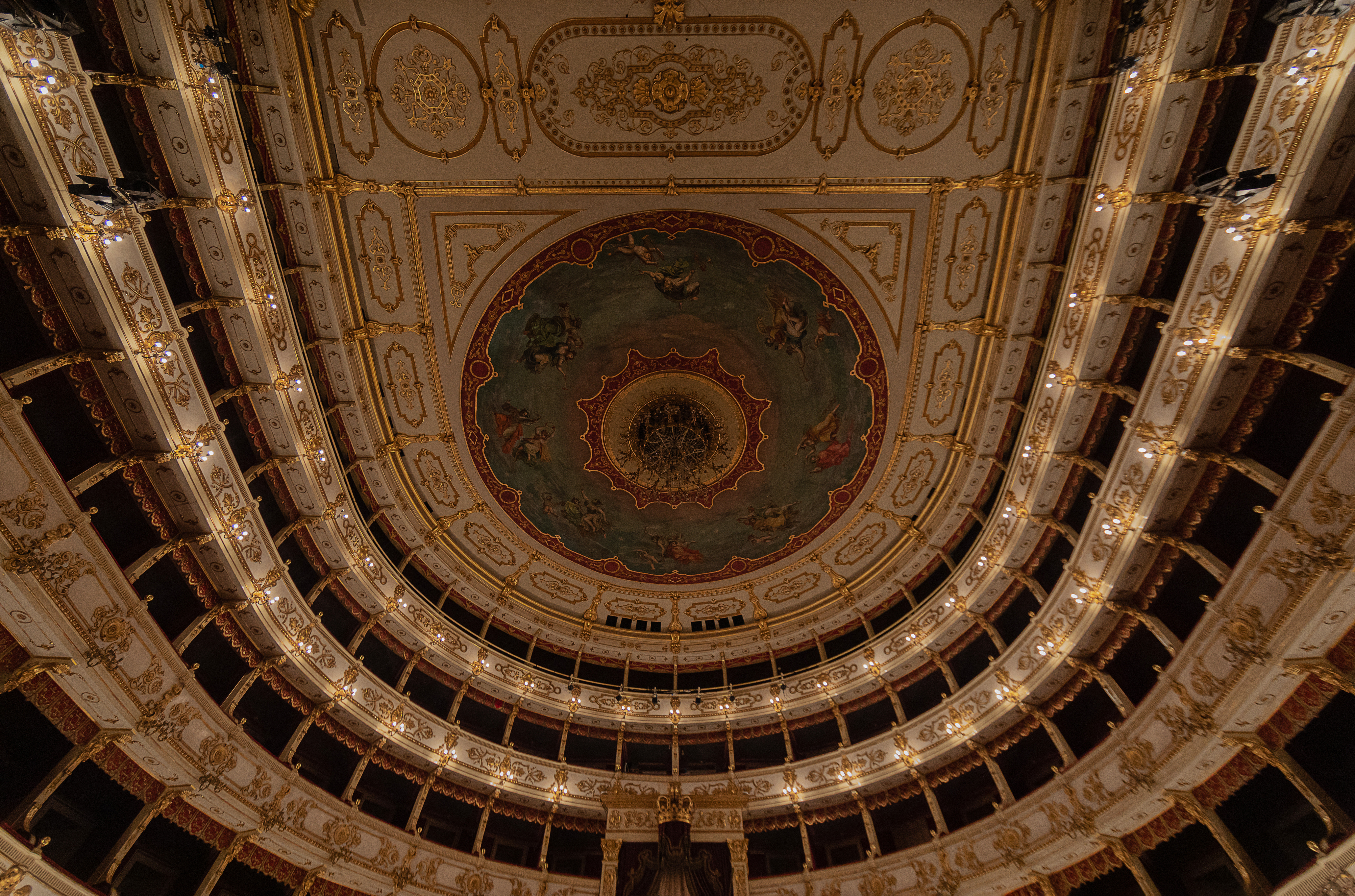
Il soffitto affrescato della platea

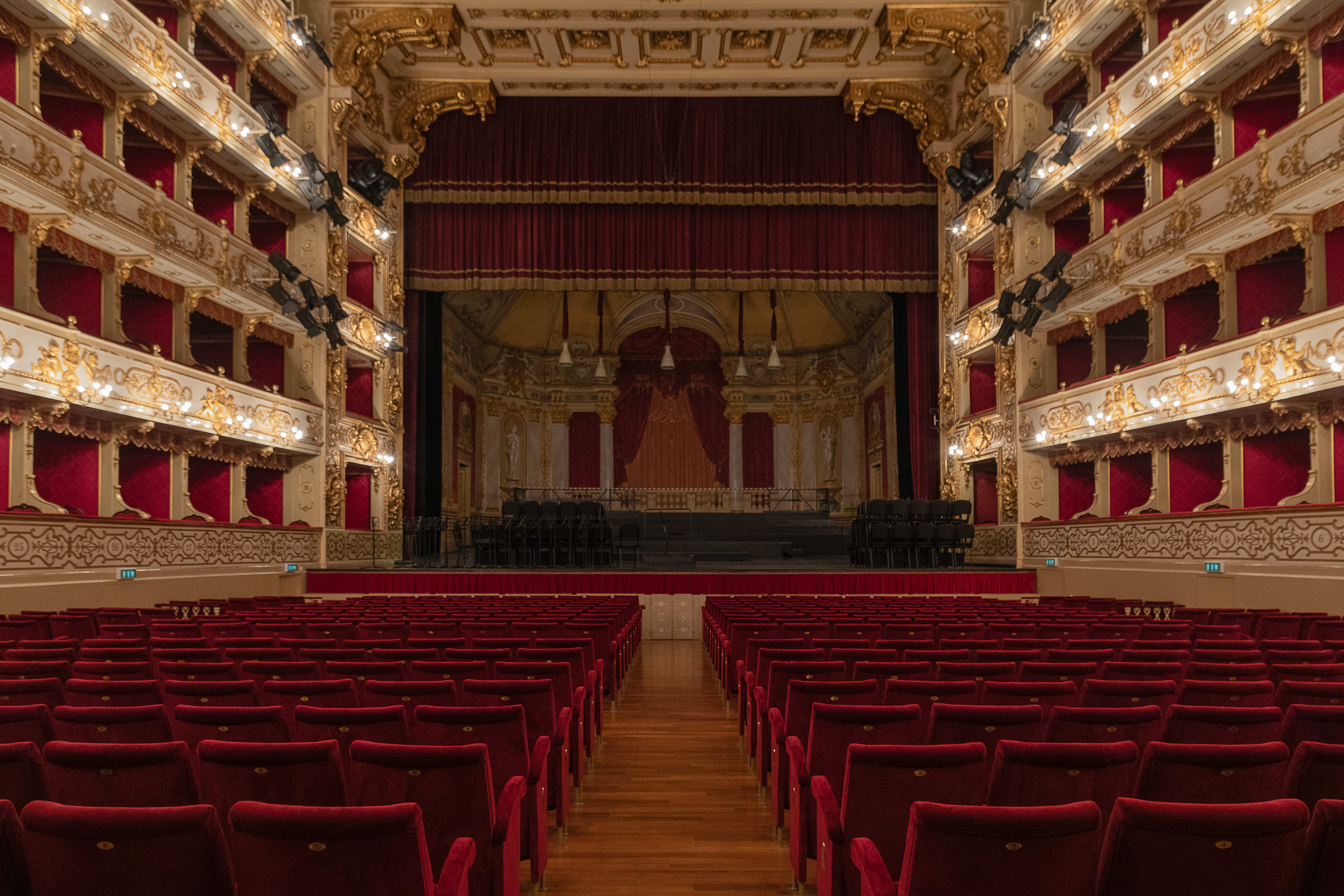
Il palcoscenico visto dalla platea

La galleria (loggione) occupa il quinto ordine del teatro e ha un accesso indipendente rispetto alla platea e ai palchi.
Il soffitto della sala fu decorato nel 1828 da Giovan Battista Borghesi con figure dei più grandi drammaturghi (Seneca, Goldoni, Alfieri, Euripide, Plauto, Aristofane e Metastasio). Borghesi dipinse anche il sipario con l'allegoria "Trionfo della Sapienza", rappresentazione del governo di Maria Luigia, la cui figura appare nell'immagine centrale di Minerva.
L'illuminazione è assicurata da un enorme astrolampo del peso di 1.100 kg, che fu fabbricato a Parigi e poi montato nel 1853 sostituendo il precedente neoclassico. La platea è illuminata anche da piccoli lampadari ad applique in corrispondenza di ogni palco, di luminosità di questi crescente verso la platea e regolabile linearmente in intensità, così da attribuire suggestivi effetti scenografici e di illuminazione durante le rappresentazioni.

## Restauri e rinvenimenti archeologici
Nel 2001, durante i lavori per il rifacimento della platea del Teatro Regio, a partire dalla profondità di ben 3,5 m vennero riportate alla luce alcune strutture murarie in ciottoli, forse inquadrabili nella seconda età del ferro, resti di un pavimento in cocciopesto di età romana augustea, strutture murarie ed un mosaico pertinenti ad una domus romana di II sec. d.C. e un tratto delle mura di cinta di età romana imperiale costruite in ciottoli di fiume.

## Eventi e rappresentazioni

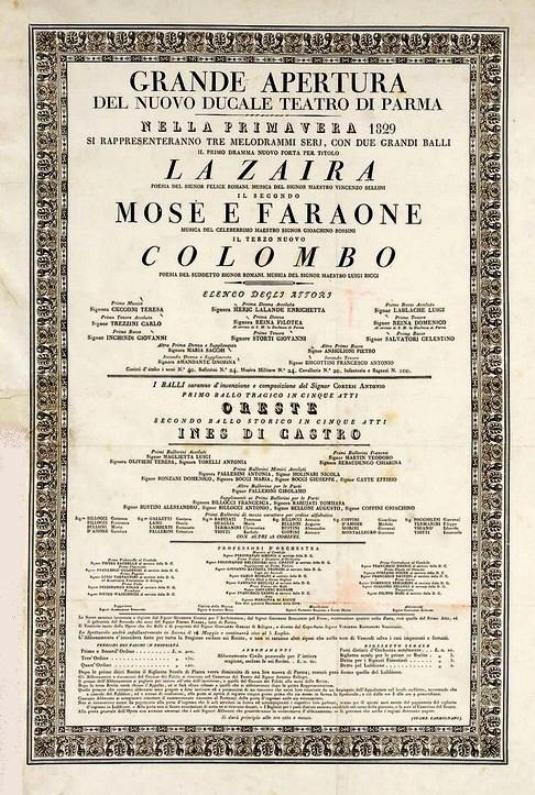
Il cartellone dell'apertura del "Nuovo Ducale Teatro" nel 1829

Subito dopo La Zaira di Bellini, la prima stagione lirica di primavera continuò con le opere Mosè e Faraone (Moïse et Pharaon) con Domenico Reina, La morte di Semiramide (Semiramide) con Enrichetta Méric-Lalande e Luigi Lablache e Il barbiere di Siviglia, di Gioachino Rossini.
Il 27 giugno successivo avviene la prima assoluta di Colombo di Luigi Ricci, nel 1833 avviene il concerto di Niccolò Paganini e nel 1870 di Un matrimonio civile di Giovanni Bolzoni diretta da Giulio Ferrarini con Giuseppina Pasqua.
Nel 1901 ebbe successo Tosca diretta da Cleofonte Campanini con Eva Tetrazzini, Edoardo Garbin ed Angelo Masini.
Nel 1910 ebbe successo la stagione lirica d'estate diretta da Campanini con Luisa Tetrazzini in Lucia di Lammermoor, Il barbiere di Siviglia e La figlia del reggimento con John McCormack.
Nel 1913 si ebbe la stagione lirica invernale per il centenario verdiano diretta da Campanini che ha visto in cartellone Oberto, Conte di San Bonifacio con Rosa Raisa, Nabucco con Nazzareno De Angelis, Un ballo in maschera con Alessandro Bonci, la Raisa e Rosina Galli (ballerina), Aida con Giovanni Martinelli, Mansueto Gaudio e la Galli, Falstaff con Flora Perini, Don Carlo con Masini Pieralli, Amedeo Bassi e Giuseppe Danise e la Messa da requiem con Bonci.
Nel 1942 avviene la prima assoluta di Antigone di Lino Liviabella con Giovanni Voyer, di Minnie la candida di Riccardo Malipiero diretta da Gianandrea Gavazzeni e di Ariodante di Nino Rota con Mario Del Monaco, nel 1953 di La capanna dello zio Tom di Luigi Ferrari Trecate e nel 1969 di Un quarto di vita di Giorgio Gaslini con I Nuovi Angeli.
Il 9 novembre 1983 un terremoto danneggia e rende temporaneamente inagibile il teatro e la stagione lirica, prossima all'inizio, venne trasferita al Teatro Ducale.
Nel 1987 avviene la prima assoluta di Genesi di Franco Battiato con Vincenzo La Scola.
Nel dicembre del 2017 viene rappresentata in prima assoluta l'opera "Il Piccolo Principe" di Enrico Melozzi.
Attualmente il teatro offre circa quattro rappresentazioni all'anno durante la stagione operistica tra metà gennaio e aprile; altrettante sono le opere in cartellone durante il Festival Verdi nel mese di ottobre. Il teatro offre inoltre i balletti di Parma Danza tra la tarda primavera e l'estate, nonché concerti di musica classica e sinfonica durante tutto l'arco dell'anno.
Nel corso dei decenni, il pubblico del Regio di Parma è stato riconosciuto tra i più competenti ma anche tra i più appassionati ed esigenti, tanto che ogni anno, per garantirsi l'acquisto dei pochi abbonamenti disponibili, i melomani parmigiani sfidano il freddo e i disagi, sostando ininterrottamente per quasi una settimana davanti alla biglietteria del Regio, sotto il portico sostenuto dalle dieci possenti colonne ioniche della facciata.
Talvolta il teatro ospita anche concerti di cantanti contemporanei nazionali e internazionali che durante la stagione estiva vengono inseriti all'interno di una programmazione apposita, che trova la sua sede in un palco all'aperto ospitato all'interno del cortile della Pilotta o del Parco Ducale.
L'acquisto dei biglietti per le singole rappresentazioni è possibile dalla biglietteria e dal sito internet del teatro.

## Il teatro nella cinematografia
Il Teatro Regio di Parma è stato sede delle riprese del film di Bernardo Bertolucci del 1964, Prima della rivoluzione, così come del film horror-thriller del 1987 Opera di Dario Argento.

## Direttori del Teatro Regio
- Carlo Fontana (1º ottobre 2012 - 16 luglio 2014)
- Anna Maria Meo (26 gennaio 2015 - 27 ottobre 2022)
- Luciano Messi (14 dicembre 2022 - in carica)

## Direttori d'orchestra illustri che hanno lavorato al Regio di Parma
- Giulio Ferrarini, direttore musicale dal 1841 al 1843, e anche primo violino dell'orchestra
- Cleofonte Campanini
- Georges Prêtre
- Riccardo Muti
- Claudio Abbado
- Riccardo Chailly
- Peter Maag
- David Garforth
- Carlo Felice Cillario
- Angelo Campori (direttore musicale negli anni '80)
- Zubin Mehta
- Bruno Bartoletti (direttore musicale dal 2001 al 2009)
- Jurij Chatuevič Temirkanov (attuale direttore musicale, dal 1º gennaio 2009)

## Cantanti lirici illustri che hanno lavorato al Regio di Parma nel secondo dopoguerra

### Soprani
- Maria Callas
- Maria Chiara
- Montserrat Caballé
- Rosanna Carteri
- Mirella Freni
- Edita Gruberová
- Rajna Kabaivanska
- Birgit Nilsson
- Magda Olivero
- Katia Ricciarelli
- Renata Scotto
- Margherita Rinaldi
- Antonietta Stella
- Renata Tebaldi
- Cecilia Valdenassi
- Virginia Zeani

### Mezzosoprani
- Fedora Barbieri
- Grace Bumbry
- Fiorenza Cossotto
- Marilyn Horne
- Christa Ludwig
- Elena Obrazcova
- Lucia Valentini Terrani

### Tenori
- Giacomo Aragall
- Carlo Bergonzi
- Rockwell Blake
- José Carreras
- Franco Corelli
- Mario Del Monaco
- Giuseppe Di Stefano
- Alfredo Kraus
- Flaviano Labò
- Veriano Luchetti
- Luciano Pavarotti
- Gianni Raimondi
- Richard Tucker

### Baritoni
- Ettore Bastianini
- Renato Bruson
- Piero Cappuccilli
- Cornell MacNeil
- Leo Nucci
- Giuseppe Taddei
- Sesto Bruscantini
- Nicola Rossi-Lemeni

### Bassi
- Alfonso Marchica
- Franco Federici
- Alfonso Antoniozzi
- Boris Christoff
- Nicolai Ghiaurov
- Bonaldo Giaiotti
- Michele Pertusi
- Ruggero Raimondi
- Samuel Ramey
- Cesare Siepi

## Ballerini illustri che hanno lavorato al Regio di Parma
- Roberto Bolle
- Polina Semionova
- Leonid Sarafanov
- Carla Fracci
- Rudol'f Nureev

## Orchestra e Coro del Teatro Regio di Parma
- Organico orchestrale